# Szwadron Milicji Konnej Województwa Rawskiego
Szwadron Milicji Konnej Województwa Rawskiego – polski oddział kawalerii wchodzący w skład wojsk powstańczych okresu insurekcji kościuszkowskiej.

## Formowanie
Szwadron sformowany został w maju 1794 w województwie rawskim przez generała majora województwa rawskiego Stanisława Woyczyńskiego. 
Na prośbę Woyczyńskiego gen. lejtn. Stanisław Mokronowski 6 maja odwołał z urlopu i czasowo przydzielił do dyspozycji Woyczyńskiemu namiestnika z 1 Brygady Małopolskiej –Chrząstowskiego. Woyczyński fortragował Chrząstowskiego na porucznika, a ten zajął się tworzeniem oddziału. 29 maja szwadron liczył 20 konnych, w tym 15 kadry. 1 lipca szwadron liczył 88 osób i 89 koni, a 9 sierpnia – 90 osób i 99 koni. W sierpniu milicja rawska została włączona do 3 pułku straży przedniej.

## Żołnierze szwadronu
Organizatorem szwadronu był generał major województwa rawskiego Stanisław Woyczyński, a jego pierwszym dowódcą por. Chrząstowski. W lipcu, po odejściu tego ostatniego do macierzystej jednostki, szwadronem dowodził rotmistrz Stanisław Kapica. Porucznikiem był Józef Rzodkiewicz, a chorążym – Franciszek Chojnacki. 